# Clothes for a Summer Hotel
Clothes for a Summer Hotel è un'opera teatrale di Tennessee Williams, scritta tra il 1976 e il 1980. Il dramma ebbe la sua prima a Broadway nel 1980 e fu l'ultima opera originale di Williams ad andare in scena a New York prima della sua morte tre anni più tardi.

## Trama
La pièce racconta di un incontro tra Francis Scott Fitzgerald e la moglie Zelda mentre è ricoverata all'Highland Mental Hospital. La lunga visita tra i due coniugi è intervallata da flashback e ricordi del primo periodo del loro matrimonio durante gli anni 20.

## Composizione e stampa
Tennessee Williams ideò l'opera intorno al 1976, anche se la gran parte del testo fu scritto alcuni anni più tardi, tra il 1979 e il 1980. 
L'opera fu data alle stampe nel 1981, un anno dopo il suo debutto. Prima della pubblicazione, Williams revisionò parti del testo e lo fece nuovamente nel 1983 in occasione della seconda stampa della pièce.

## Il debutto
Dopo un periodo di rodaggio a Washington, Clothes for a Summer Hotel debuttò al Cort Theatre di Broadway il 26 marzo 1980; José Quintero curava la regia, mentre i Fitzgerald erano interpretati da Kenneth Haigh e Geraldine Page. Mentre per Williams la visita di Francis alla moglie aveva un valore metaforico, i critici interpretarono il dramma come un'opera teatrale biografica e criticarono le inaccuratezze storiche del testo. Le recensioni furono negative: il New York Times affermò che nel testo non si sentiva la voce dell'autore, mentre New York Magazine commentava che la pièce non fosse "imbarazzante" quanto le ultime dieci opere di Williams, ma ciò non la rendeva comunque un buon dramma. Alle cattive recensioni si aggiunse uno sciopere dei mezzi e una tormenta di neve che rese difficile per il pubblico andare a teatro: Clothes rimase in cartellone per ventidue rappresentazioni ed ebbe la sua ultima replica il 6 aprile 1980. Scontento per il fiasco dell'opera e la cattiva accoglienza da parte dei critici, Williams affermò che non avrebbe più scritto alcun dramma per Broadway.

## Commento
Secondo il biografo Donald Spoto, con la visita di Francis Scott alla moglie Williams stava in realtà portando sulle scene le sue frequenti visite alla sorella Rose nell'ospedale psichiatrico in cui era confinata durante la giovinezza dello scrittore. Lo stesso Williams ammise di identificarsi molto con Fitzgerland, con cui condivideva alcolismo, gravi crisi depressivi e un declino di popolarità presso pubblico e critica. In particolare, Williams vedeva nella sofferenza dei due coniugi il tormento della mente creativa intrappolata in una società materialista. Williams nutriva grande stima nei confronti di Zelda, ritenendola una scrittrice brava quanto il marito.